# Soleils Atikamekw
Pour plus de détails, voir Fiche technique et Distribution.
Soleils Atikamekw (anglais : Atikamekw Suns) est un film historique écrit, réalisé et produit par Chloé Leriche, sorti en 2023.
Film choral, récit historique et poétique, Soleils Atikamekw est librement inspiré des rêves, impressions et souvenirs des proches des victimes. Réalité et fiction se rejoignent alors dans un film bouleversant sur le deuil, l’injustice et la mémoire.

## Synopsis
Manawan, 1977. Un véhicule tombe dans une rivière près d'une communauté autochtone. Deux Québécois blancs s’en tirent, mais cinq Atikamekw perdent la vie. Si la police conclut à un accident, pour les familles des victimes, des questions demeurent sans réponse.

## Fiche technique
- Titre original : Soleils Atikamekw
- Titre anglais : Atikamekw Suns
- Réalisation : Chloé Leriche
- Scénario : Chloé Leriche
- Musique : Mélanie Bélair
- Direction artistique : Julie-Christina Picher
- Costumes : Valérie Gagnon-Hamel
- Maquillage : Andie Wisdom Dawson
- Photographie : Glauco Bermudez
- Son : Martyne Morin, Mathieu Beaudin et Luc Boudrias
- Montage : Chloé Leriche, Nathalie Lamoureux
- Étalonnage : Marc Boucrot
- Production : Chloé Leriche
- Société de production : Les Films de l'autre
- Société de distribution : FunFilm
- Pays de production :  Canada
- Langues : Atikamekw, français
- Format : 4k, couleur
- Genre : film historique
- Durée : 103 minutes
- Dates de sortie :
  - Canada : 5 octobre 2023 (première québécoise en ouverture de la compétition nationale du 52e Festival du nouveau cinéma de Montréal)
  - Afrique : 10 novembre 2023 (première africaine en ouverture du 28e Festival international du cinéma d'auteur de Rabat)
  - Europe : 25 novembre 2023 (première européenne au 41e Festival du film de Turin)

## Distribution
- Mirociw Chilton : Angèle
- Wikwasa Newashish-Petiquay : Martha
- Jacques Newashish (en) : Marcel
- Oshim Ottawa : Philippe
- Carl-David Ottawa : Sauterre
- Martin Dubreuil

## Distinctions

### Récompenses
- 52e Festival du nouveau cinéma de Montréal (2023) : Prix du public TV5 du Meilleur film francophone[3]
- 42e Festival du cinéma international en Abitibi-Témiscamingue (2023) : Prix Mediafilm-Robert-Claude-Bérubé[4],[5]
- 23e Festival du film de Whistler (en) (2023) :
  - Compétition Borsos[6]
    - Meilleur long métrage canadien
    - Meilleure réalisation (Chloé Leriche)
    - Meilleure interprétation (l'ensemble de la distribution du film)

  - Prix EDA pour le meilleur long métrage réalisé par une femme

### Nominations
- Finaliste pour le prix Jean-Marc Vallée DGC Discovery Award (en)[7]